# Alival
Alival, jodhydroxipropan, är ett kristallinskt, färglöst ämne, olösliga i vatten eller alkohol, och med bitter smak. Substansen kan användas som kraftigt verkande jodpreparat, då det kan intas i stora doser utan obehagliga biverkningar.